# Ğ

شكل الحرف (يومشَكِيه)

الحرف Ğ أو ğ هو حرف لاتيني يشبه في طريقة كتابته حرف G لكن بإضافة مُقصِّرة أعلى الحرف، يكتب هذا الحرف بترميز يونيكود: U+011E للحرف الكبير وU+011F للحرف الصغير، وتنطق " يومشَكِيه ".
Ğ (G مع علامة مقصرة) هو حرف لاتيني موجود في الأبجدية التركية والأذربيجانية بالإضافة إلى الأبجديات اللاتينية للزازاكية واللازية والتتارية وتتارية القرم. كان يمثل تقليديًا صوت الغين الاحتكاكي الطبقي /ɣ/ أو صوت الغين القوي الاحتكاكي اللهوي /ʁ/، ومع ذلك فقد تم اختزال الصوت في اللغة التركية إلى حرف صامت في معظم الحالات، ليكون بمثابة إطالة لحرف العلة.

## استخدام الحرف في اللغة التركية

### الاستخدام الحالي
في اللغة التركية، يُعرف ⟨ğ⟩ (يُشار إليه أحيانًا بـ ⟨ɰ⟩ للتسهيل) باسم yumuşak ge (أي g خفيفة) وهو الحرف التاسع من الأبجدية التركية، وهو دائمًا ما يتبع حرف العلة، ويمكن مقارنته بالـ g الخفيفية blødt g في اللغة الدنماركية. يعتبر الحرف بمثابة انتقال بين حرفين متحركين، نظرًا لأن الصوائت لا تحدث على التوالي في الكلمات التركية الأصلية (في الكلمات المستعارة قد يتم فصلها أحيانًا عن طريق همزة (صوت وقفي مزماري)، مثل كلمات cemaat أو cemaât،.وبشكل عام لا يمثل الحرف صوتًا خاصًا به، بسبب اختلاف تأثيره اعتمادًا على البيئة الصوتية (موقعه في الكلمة والحروف المتحركة المحيطة به).
| ağ  | ‎[aː]‏            |
| eğ  | ‎[ej]‏            |
| iğ  | ‎[iː]‏            |
| ığ  | ‎[ɯː]‏            |
| oğ  | ‎[oː]‏            |
| uğ  | ‎[uː]‏            |
| öğ  | ‎[œː]‏            |
| üğ  | ‎[yː]‏            |
|     |                 |
| ağa | ‎[a.a]‏           |
| ığı | ‎[ɯ.ɯ]‏           |
| uğu | ‎[u.u]‏           |
|     |                 |
| eğe | ‎[e.e~eje]‏       |
| iği | ‎[i.i]‏           |
| üğü | ‎[y.y~yjy]‏       |
|     |                 |
| ağu | ‎[a.u~awu]‏       |
| oğa | ‎[o.a~owa]‏       |
| oğu | ‎[o.u~owu]‏       |
| uğa | ‎[u.a~uwa]‏       |
| öğe | ‎[œ.e]‏           |
| öğü | ‎[œ.y]‏           |
| üğe | ‎[y.e]‏           |
|     |                 |
| ağı | ‎[a.ɯ~aː~a*]‏     |
| ığa | ‎[ɯ.a]‏           |
| eği | ‎[eji~iː~e.i~æ*]‏ |
| iğe | ‎[i.e~ije]‏       |

### الاستخدام التاريخي
كان يُنطق الحرف ⟨ğ⟩ ونظيره في الأبجدية التركية العثمانية ⟨غ⟩ في فترة ما على أنه صوت غين ساكن /ɣ/، وحتى وقت قريب جدًا في تاريخ اللغة التركية، لكنه خضع لتغير صوتي بسببه فُقد الصوت الساكن تمامًا وحدثت الإطالة التعويضية للصائت السابق، ومن هنا جاءت وظيفته اليوم، ومع ذلك فلم يكتمل تغيير الصوت بعد في بعض اللهجات التركية. تتجلى الطبيعة الساكنة السابقة للصوت في الكلمات المستعارة الإنجليزية من التركية القديمة، مثل yoghurt (yoğurt في التركية الحديثة) وكلمة agha (ağa في التركية الحديثة)، والصوت الاحتكاكي الطبقي المقابل في الكلمات المشابهة في لغات الأذرية وتتارية القرم القريبة من التركية.
وقد نشأ صوت الغين هذا في اللغة التركية القديمة (وكذلك في وقت سابق خلال العصور البدائية للتركية) كتنوع صوتي (ألوفون) لفونيم الـ /g/ (صامت طبقي وقفي مجهور) عندما يقع بين صائتين. وبالتالي فإن عملية التخفيف lenition المتوقعة (إضعاف وفقدان الصامت القديم g في نهاية المطاف) قد اكتملت في اللغة التركية، ولكنها ما زالت في مرحلة التطور في العديد من اللغات التركية الشائعة الأخرى.